# Piotr Popov
Pour les articles homonymes, voir Popov.
Piotr Kharitonovitch Popov (en russe : Пётр Харитонович Попов), né le 10 janvier 1868 (22 janvier dans le calendrier grégorien) dans l’Oblast de l'armée du Don et mort le 6 octobre 1960 à New York, est un cosaque du Don et général de l’armée impériale russe.

## Biographie
Formé à l’institut cosaque de junker de Novotcherkassk, Piotr Popov entame sa carrière militaire en 1891. En 1899 il est diplômé de l’académie d’état-major Nicolas. De 1910 à janvier 1918 il dirige l’institut cosaque de junker de Novotcherkassk, enseignant la topographie et la psychologie. En avril 1914 il est promu général-major.
En juillet 1917 il représente la stanitsa Migoulinskaïa lors du kroug (assemblée) des cosaques du Don et est candidat au poste d’ataman auquel sera finalement élu Alexeï Kaledine. Après le suicide de ce dernier en janvier 1918 Anatoli Nazarov devient nouvel ataman du Don et nomme Popov ataman de campagne afin de continuer la lutte contre les bolcheviques.
Le général Popov rassemble alors les unités disponibles et se lance dans la campagne de la steppe afin de sauvegarder les forces armées cosaques du Don.
En avril il reprend Novotcherkassk avec le soutien inattendu des hommes du général Drozdovski.
En 1919 il est ministre des affaires étrangères auprès de l’ataman Bogaïevski et en mars 1920 représentant de l’ataman du Don à Constantinople.
Il émigre et vit d’abord en France avant de s’installer aux États-Unis en 1928. En 1938 il déménage à Prague où il est arrêté un an plus tard après l’invasion allemande. Il refuse de collaborer mais est néanmoins rapidement relâché. En 1946 il repart aux États-Unis. Il décède en 1960 à New York.